# John Hull
John Hull ( 1761 - 1843) fue un botánico y médico inglés. Fue Obstetra en la ciudad de Mánchester, defensor de la utilidad de la cesárea y aficionado a la botánica.

## Algunas publicaciones

### Libros
- 1800. Elements of Botany
- 1799. British Flora. 2ª ed. en 1808

## Honores
- La abreviatura «Hull» se emplea para indicar a John Hull como autoridad en la descripción y clasificación científica de los vegetales.[2]